# Krzysztof Stanek
Krzysztof Z. Stanek (ur. w 1968 w Sandomierzu) – polski astronom pracujący w Stanach Zjednoczonych, profesor.

## Życiorys i praca naukowa
Pod koniec lat osiemdziesiątych współorganizował obozy astronomiczne na Żurawiej Górze we Fromborku. Po ukończeniu studiów astronomicznych na Uniwersytecie Warszawskim (studiował w latach 1987–1991) rozpoczął pracę w Centrum Astronomicznym im. Mikołaja Kopernika PAN w Warszawie. We wrześniu 1992 roku wyjechał na studia doktoranckie do Stanów Zjednoczonych, gdzie rozpoczął pracę jako asystent na Uniwersytecie Princeton (1992–1996) (jednocześnie uzyskując tamże stopień Master of Art w 1994 roku i Doctor of Philosophy (doktorat) w 1996 roku). Następnie pracował w Harvard-Smithsonian Center for Astrophysics w Cambridge (Massachusetts), początkowo jako postdoctoral fellow (1996–2000), a następnie jako assistant professor i associate professor (2000–2005). W 2005 roku przeniósł się do Columbus (Ohio), gdzie – jako associate professor i profesor (od 2009 roku) – pracuje do dziś na Wydziale Astronomii, Uniwersytecie Stanu Ohio.
Stopień doktora z astrofizyki uzyskał w 1996 roku na podstawie pracy Properties of the Inner Galaxy napisanej pod kierunkiem Bohdana Paczyńskiego na Uniwersytecie w Princeton.
Krzysztof Stanek zajmuje się astronomią gwiazdową i metodami bezpośredniego wyznaczania odległości do galaktyk na podstawie obserwacji własności gwiazd, ponadto interesuje się rozbłyskami gamma, wybuchami supernowych, masywnymi gwiazdami, poszukiwaniem pozasłonecznych planet.
Jest autorem ok. 150 prac naukowych w recenzowanych czasopismach i redaktorem 2 książek. Jego praca została uznana za jedną z dziesięciu najbardziej przełomowych prac w nauce przez czasopismo Science w 2003 roku.

## Nagrody
- 1991, laureat stypendium Tomasza Chlebowskiego dla wybitnych studentów astronomii
- 1992, laureat nagrody im. Lecha Michejdy za najlepszą pracę magisterską na Wydziale Fizyki Uniwersytetu Warszawskiego[4]
- 1992, laureat nagrody I stopnia im. Arkadiusza Piekary Polskiego Towarzystwa Fizycznego[5]
- 1993, 1999, nagroda młodych Polskiego Towarzystwa Astronomicznego
- 1996, Harvard-Smithsonian CfA Postdoctoral Fellowship
- 1999, Hubble Postdoctoral Fellowship.

## Ważniejsze prace
- 2006: Protecting Life in the Milky Way: Metals Keep the GRBs Away, K. Z. Stanek, O. Y. Gnedin, J. F. Beacom et al. 2006, AcA, 56, 333 [140]
- 2003: Spectroscopic Discovery of the Supernova 2003dh Associated with GRB 030329”, K. Z. Stanek, T. Matheson, P. M. Garnavich et al. 2003, ApJ, 591, L17 [699]
- 1999: BVRI Observations of the Optical Afterglow of GRB 990510, K. Z. Stanek, P. M. Garnavich, J. Kalużny et al. 1999, ApJ, 522, L39 [200]
- 1998: Distance to M31 with the HST and Hipparcos Red Clump Stars, K. Z. Stanek i P.M. Garnavich, 1998, ApJ, 503, L131 [234]
- 1998: Galactocentric Distance With the OGLE and Hipparcos Red Clump Stars, B. Paczyński i K. Z. Stanek 1998, ApJ, 494, L219 [152]
- 1997: Modeling the Galactic Bar Using Red Clump Giants, K. Z. Stanek, A. Udalski, M. Szymański et al. 1997, ApJ, 477, 163 [137]
- 1996: Extinction Map of Baade’s Window, K. Z. Stanek 1996, ApJ, 460, L37 [114]
- 1994: The Optical Gravitational Lensing Experiment. The Optical Depth to Gravitational Microlensing in the Direction of the Galactic Bulge, A. Udalski, M. Szymański, K. Z. Stanek et al. 1994, Acta Astronomica, 44, 165 [281]
- 1994: Color-Magnitude Diagram Distribution of the Bulge Red Clump Stars – Evidence for the Galactic Bar, K. Z. Stanek, M. Mateo, A. Udalski et al. 1994, ApJ, 429, L73 [140]

## Książki
1. The Fate of the Most Massive Stars, 2005, ASP Conference Series Volume 332, R.M. Humphreys i K. Z. Stanek (wydawcy)
2. The Variable Universe: A Celebration of Bohdan Paczyński, 2009, ASP Conference Series, Volume 403, K. Z. Stanek (wydawca).